# SPOGS Racing
SPOGS Racing è un videogioco di guida pubblicato il 7 luglio 2008 in esclusiva per il servizio WiiWare della console Nintendo Wii.

## Modalità di gioco
Il gameplay del gioco è incentrato su di una competizione tra pneumatici, che sono controllati direttamente dal giocatore inclinando il Wiimote a destra e a sinistra.
Vincere le gare dà diritto ad una valuta virtuale da spendere per il potenziamento e la personalizzazione della propria ruota, in maniera del tutto simile a quanto avviene in altri giochi del genere.

## Accoglienza
Caratteristica del gioco è stata un'accoglienza decisamente poco positiva.
Su Metacritic.com la media è solo di 18/100 (abbassata addirittura da alcuni 0/100), ed il gioco è stato eletto "Dummy of the year" Wii, ovvero gioco peggiore dell'anno 2008.
Nemmeno i siti specializzati hanno risparmiato il gioco: WiiWare World ha infatti assegnato una valutazione di 4/10, definendolo un gioco in grado di "spaventare chiunque non sia dipendente dai giochi di corse".
In Italia poi la valutazione non si è certo alzata: Nintendo La Rivista Ufficiale ha infatti bocciato il gioco con un secco 3/10, definendolo come "un'idea che poteva anche funzionare, ma che è stata sviluppata in maniera fallimentare in tutti i suoi aspetti".